# Hallie Ford Művészeti Múzeum
A Hallie Ford Művészeti Múzeum (Hallie Ford Museum of Art, HFMA) a Willamette Egyetem létesítménye az Amerikai Egyesült Államok Oregon államának Salem városában. Az állam harmadik legnagyobb művészeti múzeuma. A 2500 négyzetméter alapterületű létesítmény 1998-ban nyílt meg a campus nyugati határán, a Kapitóliummal szemközt. 2–6 kiállítóhelyet az utazó kiállításoknak tartanak fenn.

## Története
Az egyetem már a múzeum létrejötte előtt is gyűjtötte az adományozott műtárgyakat; 1896-ban ezeket a Waller épület harmadik emeletén tárolták, 1940-ben pedig a tornaterem második szintjére költöztették.A gyűjtemény ekkor többek között madarakból, ásványokból, dokumentumokból, fatárgyakból, kagylókból és indián eszközökből állt.
1990-ben a Sponenburgh család az egyetemnek adományozta őskori, európai, közel-keleti és ázsiai tárgyakat tartalmazó 250 elemes gyűjteményét. 1992-ben Dan Schneider öregdiák javasolta Roger Hullnak egy önálló múzeum létrehozását, amit Hull 1994-ben prezentált az intézmény vezetőinek. A következő két évben a tervezés és forráskeresés zajlott; az egyik nagyobb adomány a Ford Családi Alapítványtól érkezett. Az 1998-ban háromezer műtárggyal megnyílt létesítmény ekkor az állam második legnagyobb művészeti múzeuma volt.
2002-ben helyi lakosok a létesítményt a térség legjobb múzeumának választották. 2003-ban az Oregoni Művészetoktatási Szövetségtől díjat nyert, és a térség harmadik legjobb művészeti múzeumának választották. Az első évben 16 ezren, 2003-ban harmincezren látogatták.
2007 júliusában az alagsorban és a nyomatvizsgáló helyiségben tárolókat alakítottak ki. A decemberre elkészült 850 ezer dolláros beruházást Maribeth Collins finanszírozta. Ugyanezen évben a Nemzeti Művészeti Alap az Oregoni Művészeti Bizottságon keresztül ötvenezer dollár támogatást nyújtott, melyből az őslakosok életét bemutató The Art of Ceremony kiállítást finanszírozták. A 2013-as Breath of Heaven, Breath of Earth tárlatot a múzeum legambiciózusabb kiállításának tartották.
A múzeum a 2021-ben alapított Monuments Men and Women Museum Network tagja.

## Épülete
A nemzetközi stílusú, James L. Payne által tervezett épület 1965-ben épült a Pacific Northwest Bell számára; az egyemeletes és pincés létesítmény 2500 négyzetméter alapterületű. A később a US West Communications tulajdonában álló épületet az egyetem 1996-ban megvásárolta, majd 1997–1998-ban Jon Weiner, a Soderstrom Architects építészének tervei alapján átépítették.
Az 1998. október 3-án megnyílt múzeumban kétszintes átriumot, íves belteret, márványpaneleket és kertet, valamint teraszt alakítottak ki. Hat galériájából négyet állandó kiállításokra, kettőt utazó tárlatokra használnak. 2008-ban a szűk emeleti folyosókon a külső homlokzatot színesen megvilágító reflektorpaneleket helyeztek el.

## Gyűjteménye
A gyűjteményben szobrok, festmények, kosarak és nyomatok is ki vannak állítva, amelyek főképp Amerikából és Európából származnak; emellett kortárs műtárgyakat és helyi alkotók műveit is bemutatják.
A Grand Ronde-i őslakosokat bemutató kiállítótérben a Byrd és Polleski gyűjteményekből 1940-ben beszerzett fonott kosarak vannak kiállítva. A Carl Hall Galériában korábbi oktatók munkái találhatóak meg. A többi tárlat ázsiai és európai műalkotásokat és fotókat, valamint utazó kiállításokat mutat be.
Frederick Ferdinand Schafer német tájképfestő Morning in the Adirondacks és Olympic Mountains, Washington művei 1996-ban kerültek a múzeum tulajdonába. Antonie Waterloo holland művész karcai mellett egyiptomi, koreai, afrikai és indiai műveket is kiállítanak. A Paulus gyűjteményben a salemi térségből származó, kora huszadik századi üvegnegatívokat mutatnak be.
A múzeum az Amerikai Állami és Helyi Történelmi Szövetség, valamint az Amerikai Múzeumszövetség tagja. 2005-ben 4,5 millió dolláros adományalappal rendelkezett.

### Korábbi kiállítások
1999-ben Michael Spafford seattle-i festő munkáit, 2005-ben Michael Brophy Portlandet ábrázoló alkotását, 2007-ben pedig Amanda Snyder festményeit állították ki. Az utazó tárlatokon Rick Bartow, Jacob Lawrence, David Giese, Fay Jones, Eunice Parsons, David Gilhooly, Mary Lou Zeek és Robert Hess műveit is bemutatták.
2002-ben egyiptomi utazó tárlatot mutattak be. A múzeum volt a Toi Maori: The Eternal Thread kiállítás egyik USA-beli állomása. 2007-ben ókori üvegalkotásokat, később pedig görög és római kori műtárgyakat állítottak ki. 2011-ben Ross Palmer Beecher AMERICANA című művét a Melvin Henderson-Rubio Galériában mutatták be.

## Névadója
A múzeum névadója Hallie Ford, a Ford Családi Alapítvány társalapítója. Miután Oklahomában lediplomázott, 1975-ben az egyetem igazgatótanácsának tagja lett. Férjével, Kenneth W. Forddal Roseburgban éltek. 2007. június 4-én, 102 éves korában hunyt el.

## Fordítás
- Ez a szócikk részben vagy egészben  a   Hallie Ford Museum of Art című angol Wikipédia-szócikk ezen változatának fordításán alapul.  Az eredeti cikk szerkesztőit annak laptörténete sorolja fel. Ez a jelzés csupán a megfogalmazás eredetét és a szerzői jogokat jelzi, nem szolgál a cikkben szereplő információk forrásmegjelöléseként.